# Nörvenich

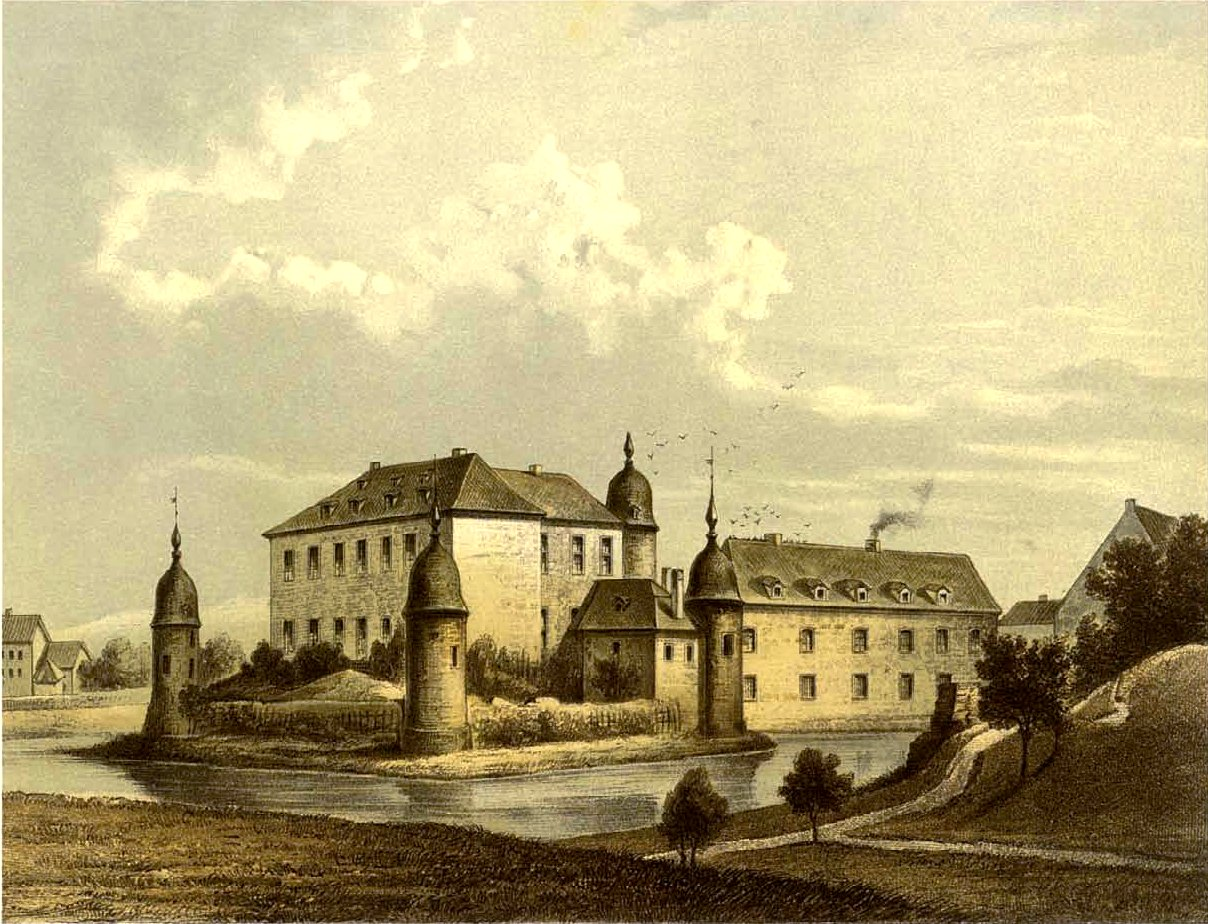
Schloss Nörvenich

Nörvenich là một đô thị ở huyện Düren trong bang Nordrhein-Westfalen, Đức. Đô thị này tọa lạc khoảng 10 km về phía đông Düren.